# Count Five
Count Five  (también escrito Count V) fue un grupo estadounidense de rock psicodélico y garage rock originario de San José (California), más conocido por su mayor hit "Psychotic Reaction", número 5 en Billboard en 1966.
La banda se mantuvo en actividad entre 1964 y 1969, y publicó sólo un álbum de estudio.

## Historia
La banda fue fundada en 1964 por John "Mouse" Michalski (nacido en 1948, Cleveland, Ohio) (guitarra) y Roy Chaney (nacido en 1948, Indianapolis, Indiana) (bajo), dos amigos de secundaria que había tocado previamente en varios bandas de corta vida.
Después de pasar por el nombre de The Squires por un corto tiempo, junto con varios cambios de formación, los Count Five nacieron: John "Sean" Byrne (1947-2008, nacido en Dublín, Irlanda) tocaba la guitarra rítmica y voz principal, Kenn Ellner tocó la pandereta y la armónica, compartiendo la voz principal y Craig "Butch" Atkinson (1947-1998, nacido en San José, California) tocando la batería.  Count Five se distinguió por su costumbre de llevar capas al estilo Conde  Drácula (Dracula Count en inglés) en sus presentaciones en  vivo. El “Five” de se nombre era una obvia referencia a la cantidad de sus miembros y a su afición por la agrupación británica The Dave Clark Five.
"Psychotic Reaction", una piedra angular reconocida del garage rock, fue ideada inicialmente por Byrne, pero el resto de grupo se encargó de refinarla y convertirla en el punto culminante de sus actuaciones en directo. La canción fue influenciada por el estilo de otros músicos contemporáneos, como Los Standells y The Yardbirds. 
La banda fue rechazada por varios sellos discográficos antes de que firmara con Double Shot Records con sede en Los Ángeles. "Psychotic Reaction" fue lanzada como sencillo, alcanzando el puesto # 5 en las listas de Estados Unidos a finales de 1966. 
Count Five disfrutó de un éxito limitado por un corto tiempo, para pasar a una ausencia total de los medios de información cuando su único hit había caído de la memoria pública. Otro revés a una posible carrera en el negocio de la música fue la decisión de los cinco miembros (que estaban entre las edades de 17 y 19 años) para obtener títulos universitarios. 
En 1969 Count Five se separó, pero su memoria fue inmortalizada en un ensayo de 1972 por el periodista de rock Lester Bangs, titulada "Psychotic Reactions and Carburetor Dung" ("Las reacciones psicóticas y el carburador de estiércol")." En el ensayo, Bangs acredita a la banda por haber lanzado varios álbumes ficticios más tarde (después de Psychotic Reaction):): Carburetor Dung, Cartesian Jetstream, Ancient Lace and Wrought-Iron Railings, y Snowflakes Falling On the International Dateline - cada uno mostrando un creciente sentido de arte y refinamiento. Sin embargo, ninguno de estos supuestos álbumes posteriores realmente existió, salvo en la propia imaginación de Bangs. 
Count Five se reunió una sola vez, cuando realizaron un concierto en 1987 en un club en Santa Clara, California llamada "One Step Beyond". Esta actuación ha sido lanzado como Psychotic Reunion LIVE!.. 
La canción "Psychotic Reaction" se puede escuchar tocando en la máquina de discos en una de las primeras escenas en la película de Wim Wenders, Alice in the Cities (1974). 
Craig "Butch" Atkinson murió el 13 de octubre de 1998, y John "Sean" Byrne murió el 15 de diciembre de 2008 a las 61 años debido a una cirrosis hepática.
Roy Chaney formó una nueva banda en la década de 1990 llamada The Count (con Byrne y el baterista Rocco Astrella, quien tocó en la última versión del grupo original). The Count lanzó su CD debut Can't Sleep, en 2002 En 2006, Count Five fue una de las primeras bandas que inauguraron el San Jose Rock Hall of Fame.

## Discografía
Álbumes
- Psychotic Reaction (1966)

Canciones:
01. Double-Decker Bus (Byrne) - 2:00
02. Pretty Big Mouth (Ellner/Chaney/Atkinson/Byrne/Michalski) - 2:07
03. The World (Byrne) - 2:12
04. My Generation (Townshend) - 2:27
05. She's Fine (Byrne) - 2:12
06. Psychotic Reaction (Ellner/Chaney/Atkinson/Byrne/Michalski) - 3:03
07. Peace Of Mind (Byrne) - 2:19
08. They're Gonna Get You (Byrne) - 2:26
09. The Morning After (Byrne) - 1:57
10. Can't Get Your Lovin' (Byrne) - 1:47
11. Out In The Street (Townshend) - 2:28
Bonuses:
12. Teeny Bopper, Teeny Bopper (Ellner/Chaney/Atkinson/Byrne/Michalski) - 2:22
13. You Must Believe Me (Mayfield) - 2:58
14. Contrast (Byrne) - 3:51
15. Merry-Go-Round (Byrne) - 2:37
16. Declaration Of Independence (Ellner/Chaney/Atkinson/Byrne/Michalski) - 2:20
17. Revelation In Slow Motion (Briley) - 1:57
18. Mailman (Rodgers/Winn) - 2:22
Recopilaciones
- Dynamite Incidents (1983)
- Psychotic Reaction (1987)

Conciertos
- Psychotic Reunion LIVE! (1987)[5]

Sencillos
- "Psychotic Reaction" / "They're Gonna Get You" (1966)
- "Peace of Mind" / "The Morning After" (1966)
- "You Must Believe Me" / "Teeny Booper Teeny Booper" (1967)
- "Merry-Go-Round" / "Contrast" (1967)
- "Declaration of Independence" / "Revelation in Slow Motion" (1968)
- "Mailman" / "Pretty Big Mouth" (1969)

## Miembros
- John "Mouse" Michalski - Vocalista, guitarra principal
- John "Sean" Byrne - Vocalista, guitarra rítmica
- Craig "Butch" Atkinson - Batería
- Kenn Ellner - Voaclista, pandereta, armónica
- Roy Chaney - Bajo